# Крушнаускас, Рокас
Рокас Крушнаускас (лит. Rokas Krušnauskas; 4 ноября 1995, Каунас) — литовский футболист, нападающий румынского клуба «Меркуря-Чук».

## Биография
Воспитанник каунасского футбола. На взрослом уровне начал играть в 2013 году в первой лиге в каунасском клубе «Спирис», позже переименованном в «Жальгирис». С 14 голами занял третье место в споре бомбардиров первой лиги.
Дебютировал в высшей лиге Литвы в 2014 году в составе клуба «Атлантас» (Клайпеда). За полтора сезона сыграл 20 матчей и забил 6 голов в чемпионате страны, также стал финалистом Кубка Литвы 2014/15 и принимал участие в матчах Лиги Европы.
В ходе сезона 2015 года вернулся в «Жальгирис» (Каунас), где провёл неполные 5 сезонов, сыграв 75 матчей и забив 17 голов в высшей лиге. Несколько раз на время уходил из клуба — осенью 2016 года играл в высшей лиге за «Ионаву», а осенью 2017 и весной 2018 года — в первой лиге за «Бангу».
В начале 2020 года перешёл в клуб чемпионата Армении «Ной».
Выступал за юношескую и молодёжную сборную Литвы. В составе молодёжной сборной стал автором гола на Кубке Содружества 2015 года в ворота сверстников из ЮАР.

## Достижения
- Обладатель Кубка Армении (1): 2019/20.